# Giey-sur-Aujon
Pour les articles homonymes, voir Giey et Aujon (homonymie).
Giey-sur-Aujon est une commune française située dans le département de la Haute-Marne, en région Grand Est.

## Géographie
Ce village est situé à une trentaine de kilomètres de Langres et Chaumont, traversée par l'Aujon, affluent de l'Aube. Comptant 800 ha de la grande forêt d'Arc-en-Barrois, la commune a vocation à être classés dans le cœur du Parc national des Forêts de Champagne et Bourgogne.

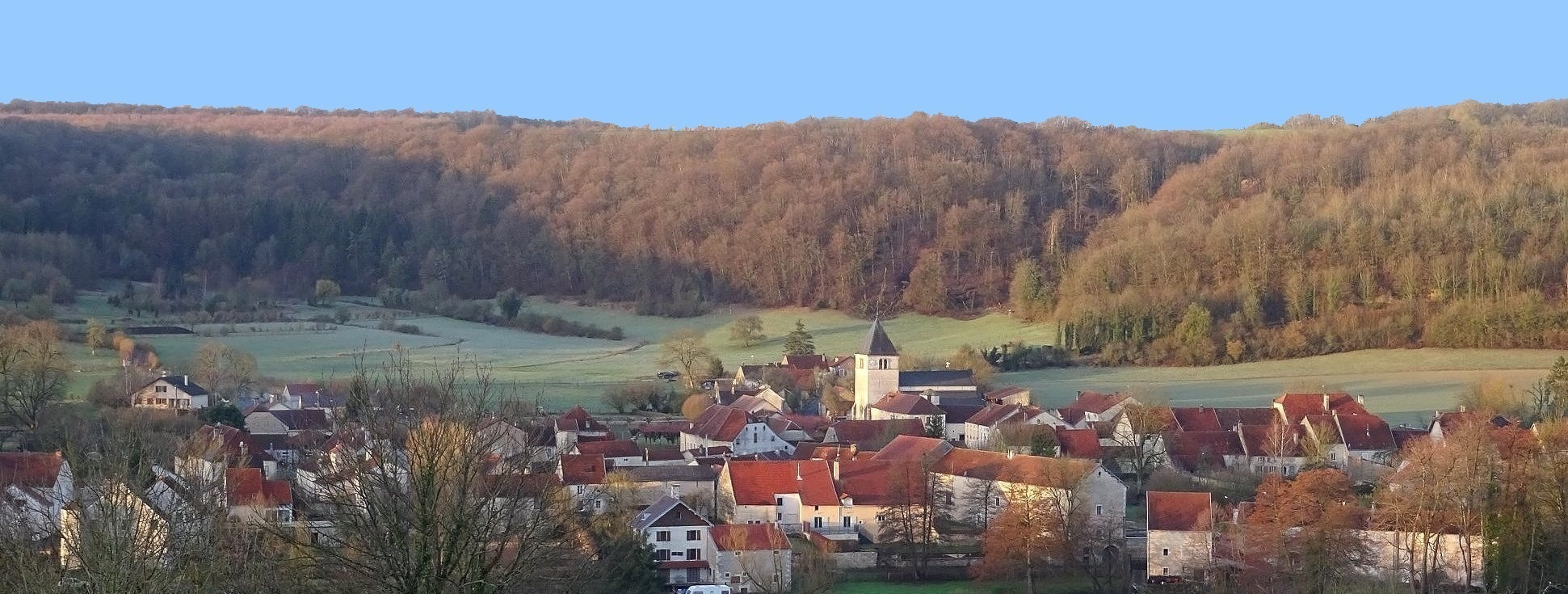
Vue générale

| Arc-en-Barrois      |                | Bugnières            |
| Aubepierre-sur-Aube | Giez-sur-Aujon | Ternat               |
| Rouvres-sur-Aube    |                | Saint-Loup-sur-Aujon |

### Hydrographie
La commune est dans la région hydrographique « la Seine de sa source au confluent de l'Oise (exclu) » au sein du bassin Seine-Normandie. Elle est drainée par l'Aujon, le Fossé 01 de la Combe des Vaux, divers bras de l'Aujon et divers autres petits cours d'eau,.l'Aujon, 
L'Aujon, d'une longueur de 68 km, prend sa source dans la commune de Perrogney-les-Fontaines et se jette  dans l'Aube à Longchamp-sur-Aujon, après avoir traversé 17 communes. Les caractéristiques hydrologiques de l'Aujon sont données par la station hydrologique située sur la commune de Saint-Loup-sur-Aujon. Le débit moyen mensuel est de 0,623 m3/s. Le débit moyen journalier maximum est de 19,2 m3/s, atteint lors de la crue du 4 mai 2013. Le débit instantané maximal est quant à lui de 20,5 m3/s, atteint le même jour.

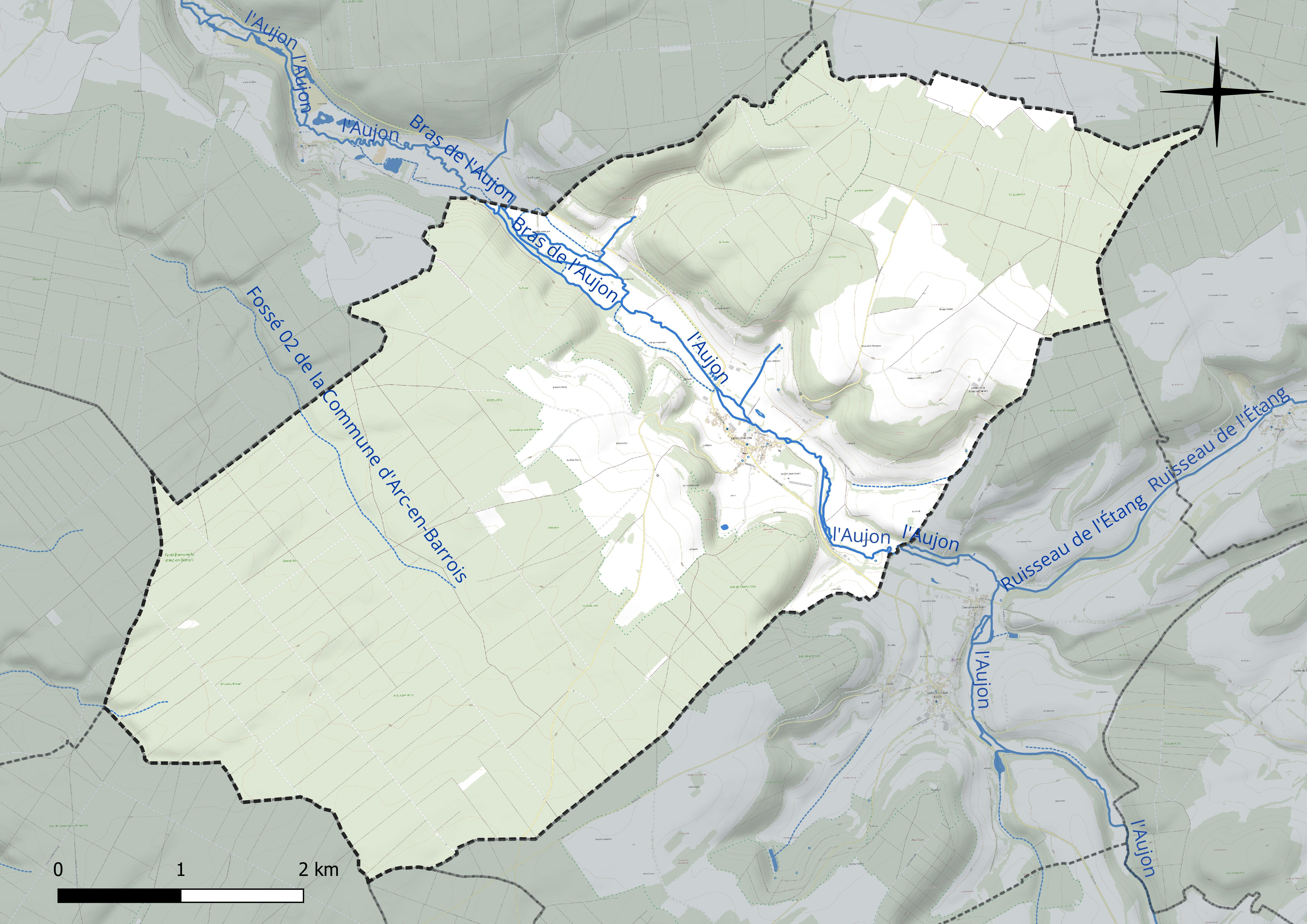
Réseau hydrographique de Giey-sur-Aujon.

### Climat
Pour des articles plus généraux, voir Climat du Grand Est et Climat de la Haute-Marne.
En 2010, le climat de la commune est de type climat des marges montargnardes, selon une étude du Centre national de la recherche scientifique s'appuyant sur une série de données couvrant la période 1971-2000. En 2020, Météo-France publie une typologie des climats de la France métropolitaine dans laquelle la commune est exposée à un climat océanique altéré et est dans la région climatique  Lorraine, plateau de Langres, Morvan, caractérisée par un hiver rude (1,5 °C), des vents modérés et des brouillards fréquents en automne et hiver. 
Pour la période 1971-2000, la température annuelle moyenne est de 10,1 °C, avec une amplitude thermique annuelle de 16,5 °C. Le cumul annuel moyen de précipitations est de 939 mm, avec 13 jours de précipitations en janvier et 8,7 jours en juillet. Pour la période 1991-2020, la température moyenne annuelle observée sur la station météorologique de Météo-France la plus proche, « Saint-loup-sur-aujon_sapc », sur la commune de Saint-Loup-sur-Aujon à 2 km à vol d'oiseau, est de 10,5 °C et le cumul annuel moyen de précipitations est de 918,0 mm. 
La température maximale relevée sur cette station est de 39,9 °C, atteinte le 25 juillet 2019 ; la température minimale est de −22 °C, atteinte le 20 décembre 2009,,. 
Les paramètres climatiques de la commune ont été estimés pour le milieu du siècle (2041-2070) selon différents scénarios d'émission de gaz à effet de serre à partir des nouvelles projections climatiques de référence DRIAS-2020. Ils sont consultables sur un site dédié publié par Météo-France en novembre 2022.

## Urbanisme

### Typologie
Au 1er janvier 2024, Giey-sur-Aujon est catégorisée commune rurale à habitat dispersé, selon la nouvelle grille communale de densité à sept niveaux définie par l'Insee en 2022.
Elle est située hors unité urbaine. Par ailleurs la commune fait partie de l'aire d'attraction de Chaumont, dont elle est une commune de la couronne,. Cette aire, qui regroupe 112 communes, est catégorisée dans les aires de 50 000 à moins de 200 000 habitants,.

### Occupation des sols
L'occupation des sols de la commune, telle qu'elle ressort de la base de données européenne d’occupation biophysique des sols Corine Land Cover (CLC), est marquée par l'importance des forêts et milieux semi-naturels (73,9 % en 2018), une proportion identique à celle de 1990 (73,9 %). La répartition détaillée en 2018 est la suivante : 
forêts (73,9 %), terres arables (16,8 %), prairies (8,4 %), zones urbanisées (0,8 %). L'évolution de l’occupation des sols de la commune et de ses infrastructures peut être observée sur les différentes représentations cartographiques du territoire : la carte de Cassini (XVIIIe siècle), la carte d'état-major (1820-1866) et les cartes ou photos aériennes de l'IGN pour la période actuelle (1950 à aujourd'hui).

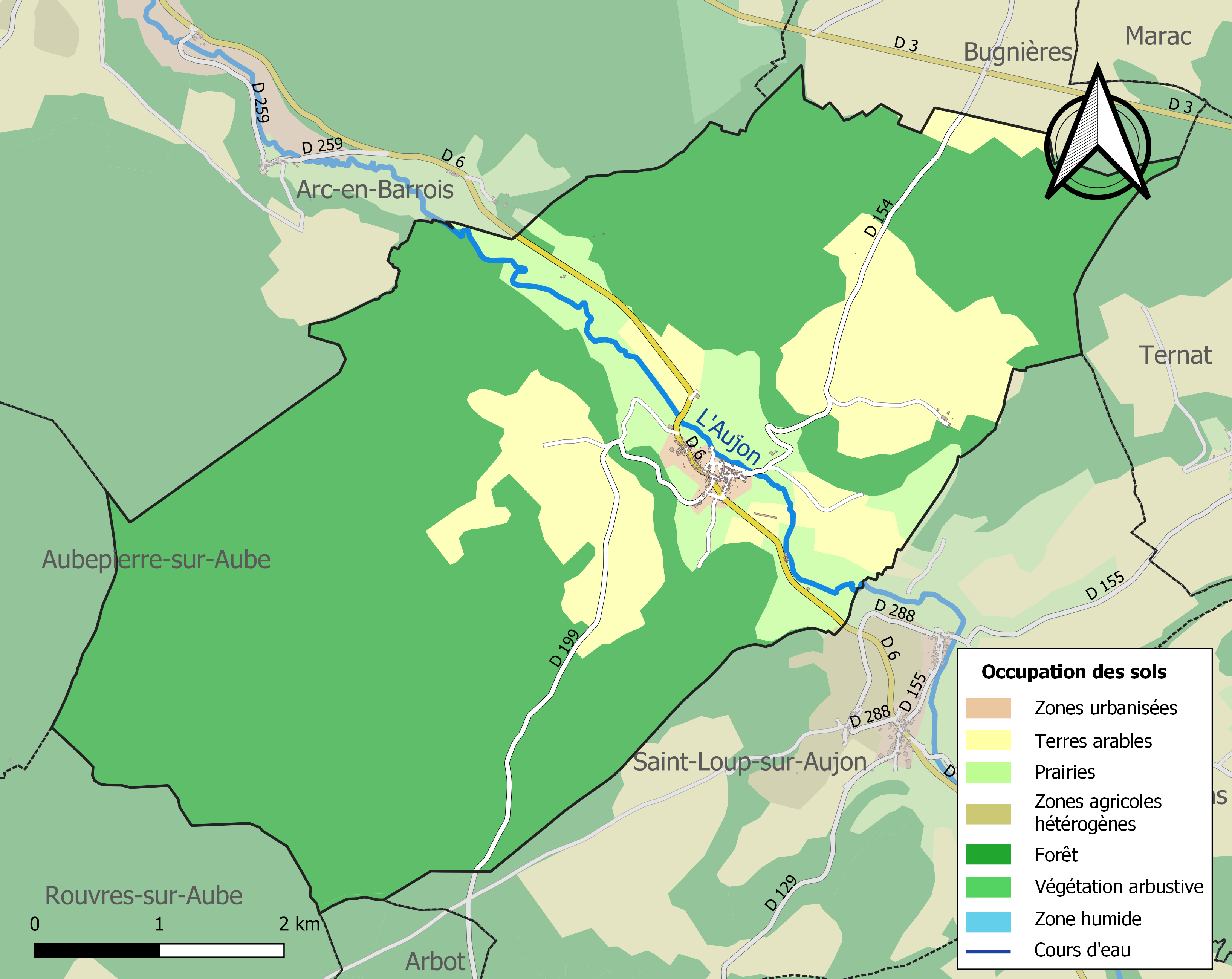
Carte des infrastructures et de l'occupation des sols de la commune en 2018 (CLC).

## Toponymie
Le nom de la localité est attesté sous les formes Gié (1157) ; Gyé (1216) ; Gyeium (1219) ; Giei (1254) ; Gieium (1261) ; Gyé-sus-Aujun (1262) ; Gieium super Aujon (1266) ; Gyé sus Aujon (1271) ; Giey (1366) ; Gyeyum (XIVe siècle) ; Gieyum super Aujon (1436) ; « Parrochialis ecclesia S. Gengulphi de Giey-sur-Aujon » (1732) ; Gyey sur Aujon (1769) ; Giez sur Aujon (1858).

Giey est un nom souvent associé à des lieux boisés.
L'Aujon est une rivière française de la nouvelle région Grand Est, qui coule dans les départements de la Haute-Marne et de l'Aube, donc dans l'ancienne région Champagne-Ardenne.

## Histoire
En 1219, Simon Ier de Châteauvillain fonde le prieuré de Vauclair sur l'Aujon, à l'ouest du village, et dépendant de l'ordre du Val des Choues,.
La seigneurie de Giey-sur-Aujon est mentionnée dès 1188. Elle dépendait des seigneurs de Châteauvillain. Elle a été affranchie en 1308 par Jean II de Châteauvillain.
Des Suisses y ont implanté une fabrique de tissus en 1768. Sous la Restauration, cette industrie a été transformée en une manufacture de porcelaines qui a connu son apogée dans les années 1820-30.
Alors qu’ils sont prévus dans chaque commune par la loi du 21 mars 1793, le comité de surveillance local ne se crée que le 18 octobre, après la loi du 17 septembre qui précise leur organisation. Ses pouvoirs sont renforcés par la loi du 14 frimaire an II, qui lui attribue la surveillance de l’application des lois en concurrence avec les municipalités. Il se borne toutefois comme la plupart des comités communaux à surveiller les étrangers et désarmer les suspects.
En 1879, une ganterie s'installe et 60 à 70 ouvrières y travailleront au début du XXe siècle pour une production largement destinée à l'Amérique. Elle fermera en 1931 alors qu'il ne restait plus que 8 ouvrières.
Dans la nuit du 12 au 13 juillet 1944, un bombardier britannique.Avro Lancaster ND 859 UL-U2 du 576° Squadron de la Royal Air Force en mission contre les installations ferroviaires de Revigny-sur-Ornain s'est écrasé sur la commune après une collision avec un autre Lancaster. Cinq membres d'équipage ont été tués et deux survivants faits prisonniers.

## Politique et administration
| Période   | Période   | Identité          | Étiquette | Qualité                                  |
| --------- | --------- | ----------------- | --------- | ---------------------------------------- |
| mars 2001 | mars 2008 | Marcel Hugot      |           |                                          |
| mars 2008 | En cours  | Yvette Rossigneux | DVD       | Conseillère générale puis départementale |

## Population et société

### Démographie

#### Évolution démographique
L'évolution du nombre d'habitants est connue à travers les recensements de la population effectués dans la commune depuis 1793. Pour les communes de moins de 10 000 habitants, une enquête de recensement portant sur toute la population est réalisée tous les cinq ans, les populations de référence des années intermédiaires étant quant à elles estimées par interpolation ou extrapolation. Pour la commune, le premier recensement exhaustif entrant dans le cadre du nouveau dispositif a été réalisé en 2004.

En 2022, la commune comptait 145 habitants, en évolution de +17,89 % par rapport à 2016 (Haute-Marne : −4,62 %, France hors Mayotte : +2,11 %).
| 1793 | 1800 | 1806 | 1821 | 1831 | 1836 | 1841 | 1846 | 1851 |
| ---- | ---- | ---- | ---- | ---- | ---- | ---- | ---- | ---- |
| 515  | 505  | 720  | 687  | 514  | 545  | 550  | 482  | 519  |

| 1856 | 1861 | 1866 | 1872 | 1876 | 1881 | 1886 | 1891 | 1896 |
| ---- | ---- | ---- | ---- | ---- | ---- | ---- | ---- | ---- |
| 474  | 435  | 437  | 382  | 374  | 333  | 332  | 371  | 379  |

| 1901 | 1906 | 1911 | 1921 | 1926 | 1931 | 1936 | 1946 | 1954 |
| ---- | ---- | ---- | ---- | ---- | ---- | ---- | ---- | ---- |
| 350  | 343  | 322  | 251  | 254  | 238  | 224  | 194  | 245  |

| 1962 | 1968 | 1975 | 1982 | 1990 | 1999 | 2004 | 2006 | 2009 |
| ---- | ---- | ---- | ---- | ---- | ---- | ---- | ---- | ---- |
| 236  | 177  | 150  | 154  | 136  | 145  | 154  | 154  | 158  |

| 2014 | 2019 | 2022 | - | - | - | - | - | - |
| ---- | ---- | ---- | - | - | - | - | - | - |
| 131  | 142  | 145  | - | - | - | - | - | - |

## Économie

### Brasserie
Au Nord-Ouest du village se trouve la Brasserie de Vauclair, sur le site d'un ancien prieuré cistercien de l'abbaye du Val des Choues, fondé en 1219 par Simon Ier de Châteauvillain portant le nom de la combe de dans laquelle il est sied (combe de Vauclair). C'est de cette abbaye mère que la bière produite, la Choue, tient son nom. Cette bière artisanale, diffusée principalement localement (95% de la production écoulée en Haute-Marne) a été de nombreuses fois primée au salon de l'agriculture. Fondée en 2000, la brasserie dépasse les 2 millions de litres brassés en octobre 2018.

## Héraldique
| Armes de Giey-sur-Aujon | Les armes de Giey-sur-Aujon se blasonnent ainsi : d'argent semé de trèfles de sable au lion du même armé et lampassé de gueules, brochant sur le tout, au chef du même chargé de trois croissants du champ. |

## Lieux et monuments
- Dolmens de la Forêt d'Arc-en-Barrois : plusieurs dolmens et coffres mégalithiques en ruine dans la forêt.
- L'église date du XIIIe siècle. Propriété de la commune, elle a été classée « Monument historique » par un arrêté du 13 février 1928.
- Monument dédié aux cinq aviateurs de la Seconde Guerre mondiale[28] morts sur la commune.

## Personnalités liées à la commune
- Georges Quilliard,  sénateur de 1920 à 1924.
- Émile Marin-Quilliard, député de 1924 à 1928.
- Jean-Eugène-Charles Alberti (1777-1832), peintre néerlandais, était en résidence à Giey en 1813.